# 15705 Hautot
15705 Hautot este un asteroid din centura principală de asteroizi.

## Descriere
15705 Hautot este un asteroid din centura principală de asteroizi. A fost descoperit pe 14 ianuarie 1988 la Observatorul La Silla de Henri Debehogne. Asteroidul prezintă o orbită caracterizată de o semiaxă mare de 2,42 ua, o excentricitate de 0,09 și o înclinație de 7,0° în raport cu ecliptica.